# Laguna Beach
Laguna Beach è una città di 22 723 abitanti (2010) situata nella parte meridionale della contea di Orange, in California.
L'istituzione più famosa della città è il Festival of Art, una esibizione a cadenza annuale che riunisce artisti e collezionisti e nota soprattutto per il Pageant of the Masters, una sorta di gara in cui dozzine di volontari riproducono statue famose nel corso di una sola serata.

## Geografia fisica
Le coordinate sono 33°31′53″N, 117°46′9″W (33.531525, -117.769043). Secondo il Census Bureau degli Stati Uniti, l'area totale della città si estende su 25,2 km². Nel giugno del 2005 Laguna Beach ha subito forti dislivelli al terreno per le forti piogge che colpirono il sud della California in quel periodo.

## Caratteristiche
La città di Laguna Beach è ben nota come la comunità degli artisti, con sette miglia di spiagge sabbiose lungo le relative nove miglia quadrate, canyon e colline litoranee. 
Durante l'estate arrivano oltre tre milioni di turisti per le sue spiagge pittoresche ed i festival dell'arte.
Nella cittadina di Laguna Beach è stato girato il telefilm/reality show Laguna Beach in onda su MTV.

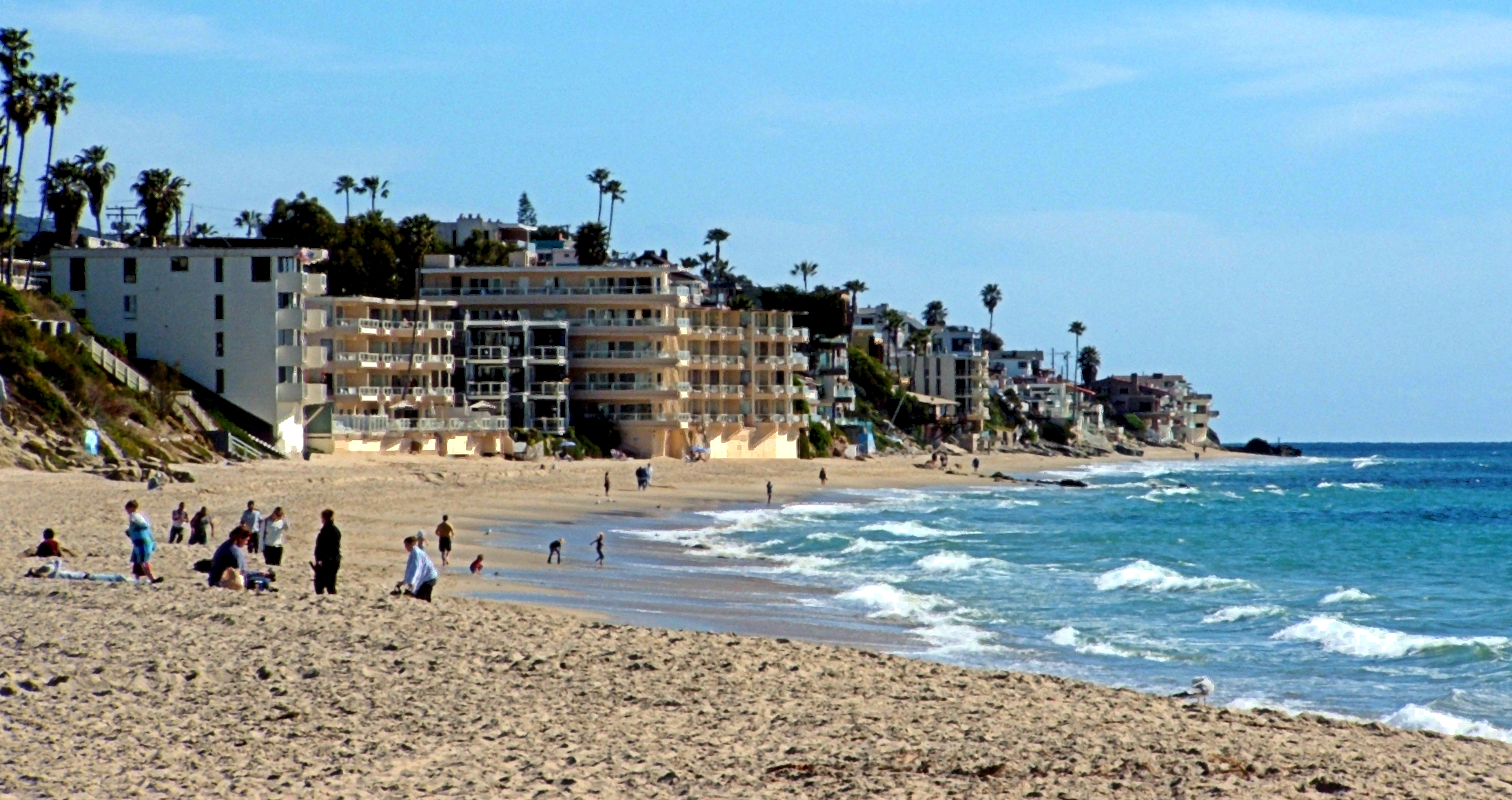
Spiaggia di Laguna Beach